# Rolepa innotabilis
Rolepa innotabilis är en fjärilsart som beskrevs av Walker 1865. Rolepa innotabilis ingår i släktet Rolepa och familjen silkesspinnare. Inga underarter finns listade.